# Desa Taman (administrativ by i Indonesien, Jawa Timur, lat -7,22, long 113,11)
Desa Taman är en administrativ by i Indonesien.   Den ligger i provinsen Jawa Timur, i den västra delen av landet, 700 km öster om huvudstaden Jakarta. Desa Taman ligger på ön Madura.